# 不期而愈
《不期而愈》（英語：Only love is able to remedy us）是一部轻科幻治愈系喜剧爱情题材电影，由上海拓影影视文化传媒有限公司、上海赣韫文化传媒有限公司联合出品，导演张岩参与编剧与执导，姜武、李晟、黎一萱、辰亦儒、周晓鸥领衔主演。

## 演员表

### 领衔主演
| 演員   | 角色    | 备注                   |
| 姜武   | 孟南    | 路小西之夫，中年失意。 |
| 李晟   | 艾水水  |                        |
| 黎一萱 | 路小西  | 艺术家 孟南之妻。      |
| 辰亦儒 | Jeffrey | 画家                   |
| 周晓鸥 |         | 路小西哥哥             |